# Manon Novak
 (janvier 2019).
Si vous disposez d'ouvrages ou d'articles de référence ou si vous connaissez des sites web de qualité traitant du thème abordé ici, merci de compléter l'article en donnant les références utiles à sa vérifiabilité et en les liant à la section « Notes et références ».
Manon Novak, née le 27 mai 1981 à Enschede,,, est une actrice et chanteuse néerlandaise.

## Filmographie

### Cinéma et téléfilms
- 2004 : Costa! (nl) : Ramona
- 2008-2009 : Tita Tovenaar (nl) : Tika

## Discographie

### Comédie musicales
- 2006 : The Wiz : Tika
- 2007 : La Dia : Isabelle
- 2008 : Les Misérables : Cosette
- 2010 : Petticoat (comédie musicale) (nl) : Deux rôles (Jet et Patty)
- 2011 : Wicked